# Hans-Joachim Selenz
Hans-Joachim Selenz (* 29. Juni 1951 in Gudensberg) ist ein deutscher Ingenieur, Autor und ehemaliger Politiker (parteilos, vormals FDP bzw. Schill-Partei). Er untersuchte in seinen Büchern Compliance- und Corporate-Governance-Aspekte anhand der Volkswagen AG und die Preussag AG. Er widmet sich zudem der Aufarbeitung von Betrugsvorgängen in großen deutschen Publikumsgesellschaften.

## Ausbildung
Hans-Joachim Selenzs Vater war Realschullehrer. Er wuchs in Gudensberg auf. Nach dem Abitur im Jahr 1970 an der König-Heinrich-Schule in Fritzlar studierte er Stahlmetallurgie an der Technischen Universität Berlin. Selenz schloss 1976 sein Studium mit dem Diplom ab und promovierte im Jahr 1980 in Berlin mit der Arbeit Ein Beitrag zum Verständnis der Verzunderung von Stahl in technischen Rauchgasen. Mit Hans Günter Geck veröffentlichte er im Jahr 1986 die für die Klöckner-Werke in Georgsmarienhütte durchgeführte Studie Vorwärmung und Reinigung von Schrott beim Blasstahlverfahren unter synchroner Nutzung der Konverterabgase.
Selenz ist verheiratet und hat einen Sohn und eine Tochter. Er lebt in Peine.

## Manager bei Nordferro, den Klöckner-Werken, Preussag und Edag
Selenz arbeitete als leitender Angestellter bei den Stahlunternehmen Nordferro, Klöckner-Werke AG Georgsmarienhütte und Peine Salzgitter AG.
Ab 1992 war er Vorstandsmitglied und ab 1994 Vorstandssprecher der Preussag Stahl AG.

### Zeit bei Preussag
Im Jahr 1996 wurde er zum Mitglied des Vorstands der Preussag AG berufen.
Die Vorstände von Preussag und Preussag Stahl hatten sich 1997 darauf verständigt, die Tochter an die Börse zu bringen, da sich die Preussag von einem Konglomerat zu einem Logistik- und Tourismuskonzern wandeln sollte. Der ehemalige Preussag-Konzernchef Michael Frenzel, der sich von dem zyklischen Stahlgeschäft trennen wollte, favorisierte einen Verkauf der Preussag Stahl. Der niedersächsische Ministerpräsident Gerhard Schröder entwickelte, unterstützt von Salzgitter-Vorstandsmitglied Hans-Joachim Selenz, den Gedanken, den kurzzeitigen Verkauf der Preussag Stahl für 1,3 Milliarden Mark an Voest rückgängig zu machen. Am 9. Januar 1998 überzeugte Schröder den Vorsitzenden des Vorstands der Westdeutschen Landesbank (WestLB), Friedel Neuber, die Großaktionärin der Preussag war, den Verkauf zu unterlassen und veranlasste den Kauf der Preussag Stahl AG durch das Land Niedersachsen für eine Milliarde Mark. Das Dossier dazu erstellte Hans-Joachim Selenz. Als Vorstandsmitglied hatte Selenz „eine ganze Menge Mut und Courage bewiesen“, indem er sich dem „perfiden Vorgehen“ des Verkaufs der Preussag Stahl AG an die Voest  in einer „Nacht-und-Nebel-Aktion“ verweigerte.

### Abberufung und Demontage
Am 4. Februar 1998 wurde Selenz aus dem Vorstand der Preussag AG abberufen, nachdem er sich geweigert hatte, den nach seinem Dafürhalten gefälschten Jahresabschluss, die dubiose Quersubventionen von 2,5 Milliarden Mark bei der Preussag enthielten, zu unterzeichnen. Selenz forderte eine Sonderprüfung, die jedoch von Frenzel abgelehnt wurde. Die Preussag hatte Risiken auf ihr Tochterunternehmen Babcock Borsig übertragen, um diese später zu verkaufen. Die Preussag Stahl AG wurde als Salzgitter AG 1998 durch das Land Niedersachsen an der Börse platziert.
Im Jahr 1998 wurde Selenz zum Honorarprofessor an der Universität Hannover berufen.
Am 15. März 1999 trat Selenz nach Differenzen mit Vertretern der IG Metall als Vorstandsmitglied der Salzgitter AG zurück. Bei Allianzgesprächen mit der luxemburgischen ARBED, die Selenz pflichtgemäß geführt hatte, trugen die IG Metall Vertreter vor, nicht ordnungsgemäß unterrichtet gewesen zu sein, und Strategiegespräche seien ohne ihr Wissen geführt worden.
Von September 1999 bis Januar 2001 war Selenz Vorstandsmitglied der EDAG in Fulda.
Im November 2000 sagte er gegenüber der Staatsanwaltschaft Hannover zu Betrugsvorwürfen bezüglich der WestLB/Preussag-Gruppe aus.
Am 3. Dezember 2014 und am 22. Dezember 2014 sagte Selenz im Düsseldorfer Landtag im Untersuchungs-Ausschuss WestLB vor dem Vorsitzenden Peter Biesenbach aus.

## Politiker
Im Jahr 2001 kandidierte der ehemalige Sozialdemokrat für die FDP bei der Wahl des Oberbürgermeisters von Salzgitter und erhielt 17 % der Stimmen.
Von Januar bis Mai 2002 war er Landesbeauftragter der von Ronald Schill gegründeten Partei Rechtsstaatlicher Offensive in Niedersachsen. Zu beiden Parteien ging er später auf Distanz.

## Autor
Im Jahr 2005 erschienen seine Bücher Schwarzbuch VW, ein Werk über die VW-Korruptionsaffäre, und Wildwest auf der Chefetage. Eine Dokumentation von den Reichswerken Hermann Göring zur Salzgitter AG erstellte er im Jahr 2023.

## CleanState
Selenz ist Gründer und erster Vorsitzender des eingetragenen Vereins CleanState, der sich nach eigenen Angaben „für Recht und Gerechtigkeit in Politik, Staat und Wirtschaft“ einsetzt und sich als deutschlandweite Anlaufstelle für Whistleblower versteht. Zudem ist er Referent von Impulsvorträgen wie Praktische Erfahrungen mit der Gewaltenteilung.
Im Jahr 2003 stellte er Strafanzeige gegen Friedel Neuber und Michael Frenzel. Er warf beiden Bilanzmanipulation vor.
Im November 2005 stellte er Strafanzeige gegen Sigmar Gabriel, der an einer Firma beteiligt war, die einen Auftrag des Autokonzerns VW über 100.000 Euro erhalten hatte. Nach Selenz handele es sich hierbei um eine illegale Scheintätigkeit.
Selenz verlangte von der angeschlagene HSH Nordbank 2008 eine zweite Sonderprüfung, nicht durch die Landesbank, sondern durch ein unabhängiges Institut. Die HSH Nordbank hatte 45 Millionen Dollar an die US-Investmentbank Goldman Sachs gezahlt – obwohl strittig war, ob das Institut die Summe, die Goldmann Sachs gegen Kreditausfälle des US-Konkurrenten Lehman Brothers absicherte, überweisen musste.
Selenz ist ein hartnäckiger Kritiker des ehemaligen Vorstandsvorsitzenden und VW-Aufsichtsratschef Ferdinand Piëch den er oftmals auf der VW-Hauptversammlung zur Rede stellte. 2007 stellte er Strafanzeige gegen Piëch. Aufgeklärt werden sollte, ob Piëch von den korrupten Betriebsräten des ehemaligen VW-Arbeitsdirektors Peter Hartz Kenntnis hatte, und wollte einen Gegenantrag zur Sonderprüfung der Konzernrevision durchsetzen, weil dieser trotz Kenntnis diverser betrügerischer Vorgänge und Affären nie Anlass zu ernsthaften Beanstandungen gesehen hatte. Zudem forderte er 2008 Sonderprüfungen, die die Geschäftsbeziehungen von VW mit Unternehmen der Familien Piëch und Porsche untersuchen sollten.
2012 kündigte Selenz Strafanzeige gegen den Christian-Wulff-Vertrauten Staatssekretär Lothar Hagebölling an, da dieser Wulffs Ehrensold bewilligt hatte.

## Veröffentlichungen (Auswahl)
- Ein Beitrag zum Verständnis der Verzunderung von Stahl in technischen Rauchgasen, 1980
- Schwarzbuch VW. Eichborn Verlag, Frankfurt am Main 2005, ISBN 3-8218-5612-2
- Wildwest auf der Chefetage. Buch und Media, München 2005, ISBN 3-86520-140-7